# Liste des bourgmestres de Malines
Cet article liste les bourgmestres de la ville de Malines.

## Hôtel de ville

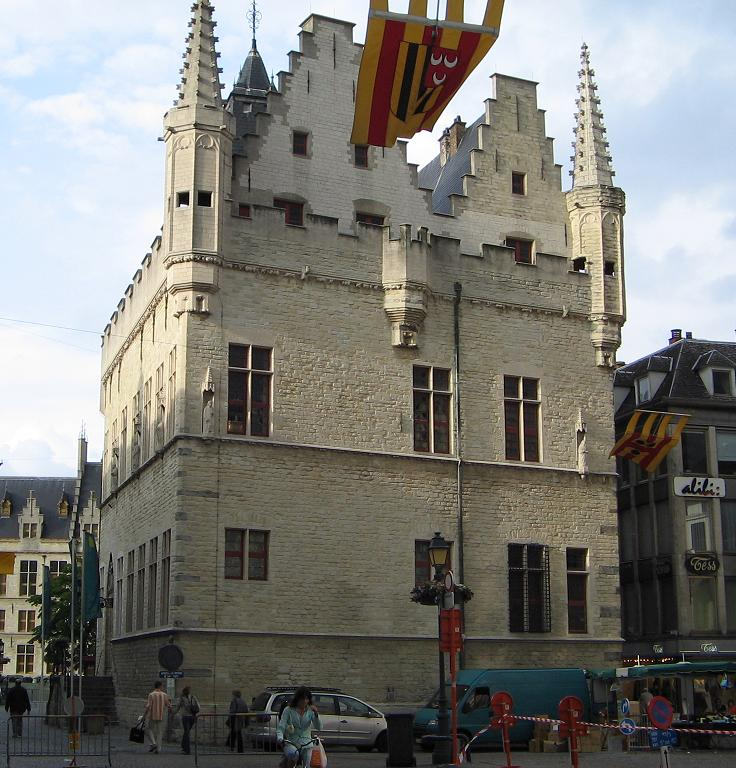
La maison des échevins (nl) de Malines.
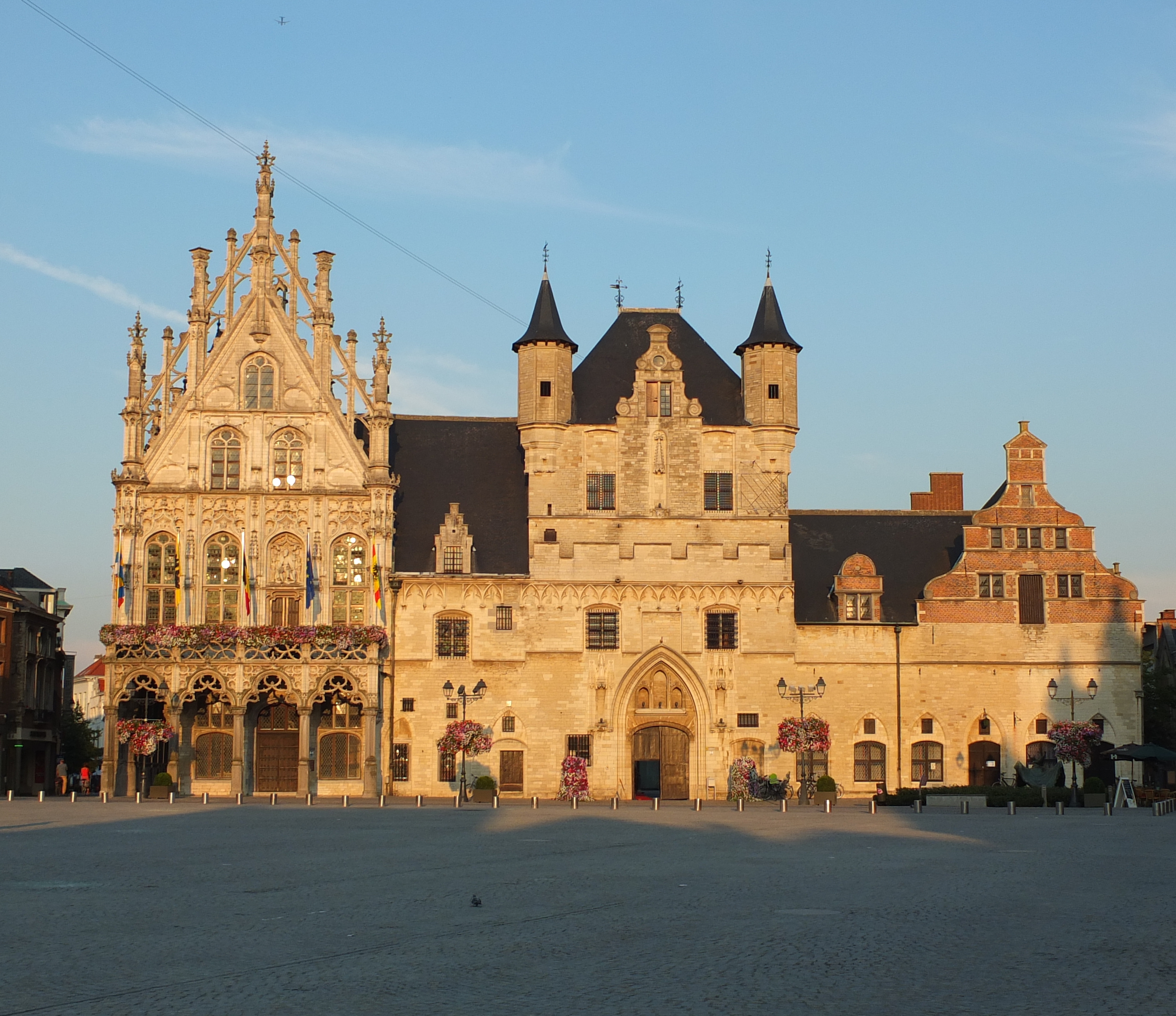
L'hôtel de ville de Malines.

## Liste des bourgmestres

### XVesiècle
- 1401 : Adam de Gortere, dit Sombeke
- 1409 : Adam de Gortere, dit Sombeke
- 1443 : Jean van Muysen
- 1447: Jan II van den Dale (nl)
- 1451: Jan II van den Dale (nl)
- 1453: Jan II van den Dale (nl)
- 1456: Jan II van den Dale (nl)
- 1460 : Gérard van der Aa
- 1461: Jan II van den Dale (nl)
- 1462 : Antoine van der Aa
- 1463 : Pieter I van den Dale
- 1465: Jan II van den Dale (nl)
- 1466 : Antoine van der Aa
- 1470: Jan II van den Dale (nl)
- 1471 : Antoine van der Aa
- 1473: Jan II van den Dale (nl)
- 1475 : Antoine van der Aa
- 1476 : Jan II van den Dale (nl)
- 1479 : Gilles Vrancx
- 1483 : Gilles de Gottignies
- 1487: Gerard van den Daele (nl)
- 1489 : Gilles de Gottignies
- 1492: Gerard van den Daele (nl)
- Henri d'Oyenbrugge, dit de Coelhem
- Gilles van Muysen

### XVIesiècle
- 1500-1501 : Jan van der Aa
- 1505 : Jean van der Aa
- 1509 : Jean van der Aa
- 1515 : Jean van der Aa
- 1519 : Jean van den Daele
- 1523: Jean van den Daele
- 1527 : Jean van den Daele
- 1536 : Lancelot de Gottignies
- 1537 : Florent van der Aa
- 1538 : Lancelot de Gottignies
- 1540 : Lancelot de Gottignies
- 1541 : Florent van der Aa
- 1544 : Lancelot de Gottignies
- 1545 : Florent van der Aa
- 1548 : Lancelot de Gottignies

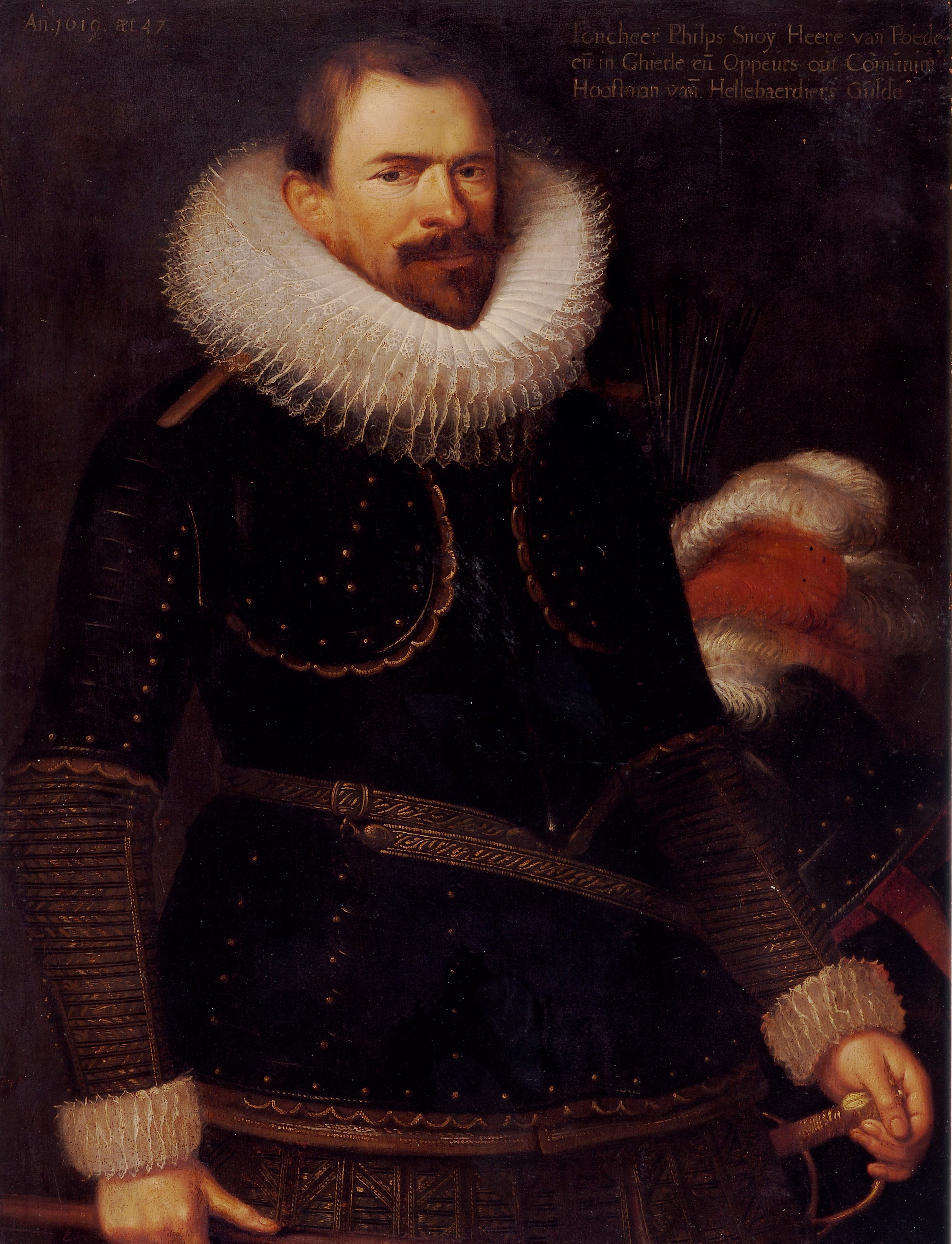
Philip Snoy, bourgmestre de Malines.

- 1553-1554 : Lancelot de Gottignies
- 1557 : Lancelot de Gottignies
- 1561 : Jérôme Peeters-Van Cats
- 1562 : Lancelot de Gottignies
- 1564 : Philips van der Aa
- 1566-1567 : Lancelot de Gottignies
- 1568 : Jérôme Peeters-Van Cats
- 1569-1570 : Henri de Merode
- 1571-1572 : Jérôme Peeters-Van Cats
- 1576-1577 : Henri de Merode
- 1579- : Martin Roelants
- 1586 : Henri de Merode
- Arnould de Merode
- Pierre de Romrée
- Nicolas Schooff
- Philippe Schoofs
- Philips Snoy (nl)

### XVIIesiècle
- 1610 : Cosmas van Prant (nl)
- 1619 : Philippe van Laethem
- 1623 : Adolphe van den Heetvelde
- 1635 : Nicolas van der Laen
- 1636 : Cosmas van Prant (nl)
- 1638 : Nicolas van der Laen
- 1639 : Charles van Laethem
- 1641 : Nicolas van der Laen
- 1645 : Charles van Laethem
- 1646 : Henri van Huldenberghe, dit van der Borch
- 1651 : Charles van Laethem
- 1654 : Jean-Antoine des Marès
- 1657 : Jean-Antoine des Marès
- 1669 : Jean-Antoine des Marès
- 1670-1672 : Nicolas-Antoine van der Laen
- 1675 : Jean-Engelbert Bauwens van der Boijen
- 1676-1679 : Nicolas-Antoine van der Laen
- 1681 : Jean-Charles de Romrée
- 1683 : Nicolas-Antoine van der Laen
- 1685 : Nicolas-Antoine van der Laen
- 1689 : Nicolas-Antoine van der Laen
- Philippe van Reynegom

### XVIIIesiècle
- 1706 : Nicolas-Alexandre-Joseph van der Laen
- Pierre-François-Vital de Romrée
- 1725 : Bernard-Alexandre Huens
- 1743-1744 : François-Charles van der Laen
- 1752 : François Romain t'Sestich
- Jean-Baptiste van Volden
- Philippe Snoy d'Oppuers (nl)
- 1785 - : Jean-Baptiste van den Wiele
- 1790 : Jean-Charles de Nelis

### XIXesiècle
- -     : Jean André Lapostole
- 1801-1802 : François de Wargny, son gendre.
- 1803 :      Joseph de Plaine
- 1809-1813 : Pierre-André Pierets de (ou von) Croonenburgh, maire de Malines et docteur en médecine. Chevalier de l'Empire français, décoré de la Légion d'honneur
- 1817 - 1821 : Constant Émile de Bors
- 1821 - 1826 : Jean-François-Xavier Estrix
- 1826 - 1830 : Jean-Baptiste Olivier
- 1830 - 1836 : Jean Joseph Vermylen-Neeffs (Katholiek-Unionist)
- 1836 - 1842 : Jean-Henri de Perceval (Liberaal)
- 1842 - 1845 : Jean François de Steenhault de Waerbeek (nl) (Katholiek-Unionist)
- 1846 - 1855 : Philippe De Pauw (Katholiek-Unionist)
- 1855 - 1864 : Edouard Broers (Katholiek)
- 1864 - 1884 : Philibert Verhaghen (nl) (Liberaal)
- 1884 - 1889 : Eugène de Kerckhove (Katholiek)
- 1889 - 1896 : François Broers (Katholiek)
- 1896 - 1899 : Florimont Denis (nl) (Liberaal)

### XXesiècle
- 1900 - 1909 : Edouard De Cocq (nl) (Katholiek)
- 1909 - 1914 : Karel Dessain (Katholiek)
- 1914 - 1914 : Francis Dessain (waarnemend)
- 1914 - 1944 : Karel Dessain (Katholiek)
- 1945 - 1967 : Antoon Spinoy (BSP) (Jos De Saeger (CVP) a été adjoint de 1961 à 1965)
- 1967 - 1976 : Désiré Van Daele (nl) (BSP)
- 1977 - 1982 : Jos Vanroy (nl) (CVP)
- 1983 - 1986 : Jef Ramaekers (nl) (SP)
- 1986 - 1989 : Georges Joris (nl) (SP)
- 1989 - 1994 : Jos Vanroy (nl) (CVP)
- 1995 - 2000 : Geert Bervoets (SP)

### XXIesiècle
- 2001 - actuellement : Bart Somers (VLD) (Koen Anciaux (VLD) a été adjoint en 2003 et 2004)